# Dysstroma sinensis
Dysstroma sinensis är en fjärilsart som beskrevs av Heydemann 1929. Dysstroma sinensis ingår i släktet Dysstroma och familjen mätare. Inga underarter finns listade i Catalogue of Life.